# Dillwynia
Dillwynia là một chi thực vật trong họ Fabaceae. Chi này gồm các loài đặc hữu của Úc, ở tất cả các bang ngoại trừ Bắc Úc.
Các loài
- Dillwynia acerosa
- Dillwynia acicularis
- Dillwynia brunioides
- Dillwynia cinerascens
- Dillwynia dillwynioides
- Dillwynia divaricata
- Dillwynia floribunda
- Dillwynia glaberrima
- Dillwynia hispida
- Dillwynia juniperina
- Dillwynia laxiflora
- Dillwynia oreodoxa
- Dillwynia parvifolia
- Dillwynia phylicoides
- Dillwynia prostrata - Matted Parrot-pea
- Dillwynia pungens
- Dillwynia ramosissima
- Dillwynia retorta
- Dillwynia rupestris
- Dillwynia sericea
- Dillwynia stipulifera
- Dillwynia tenuifolia
- Dillwynia uncinata

## Hình ảnh

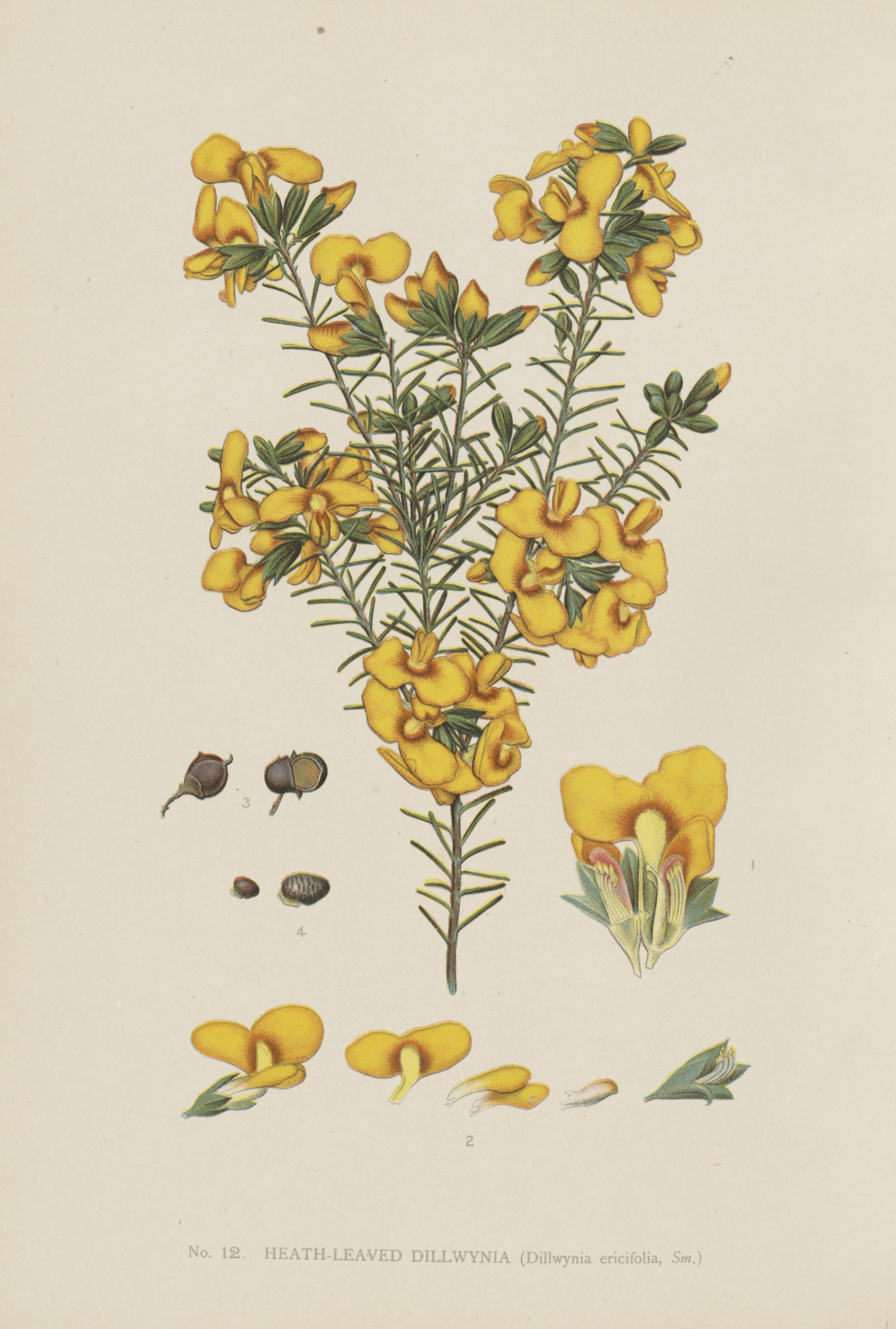
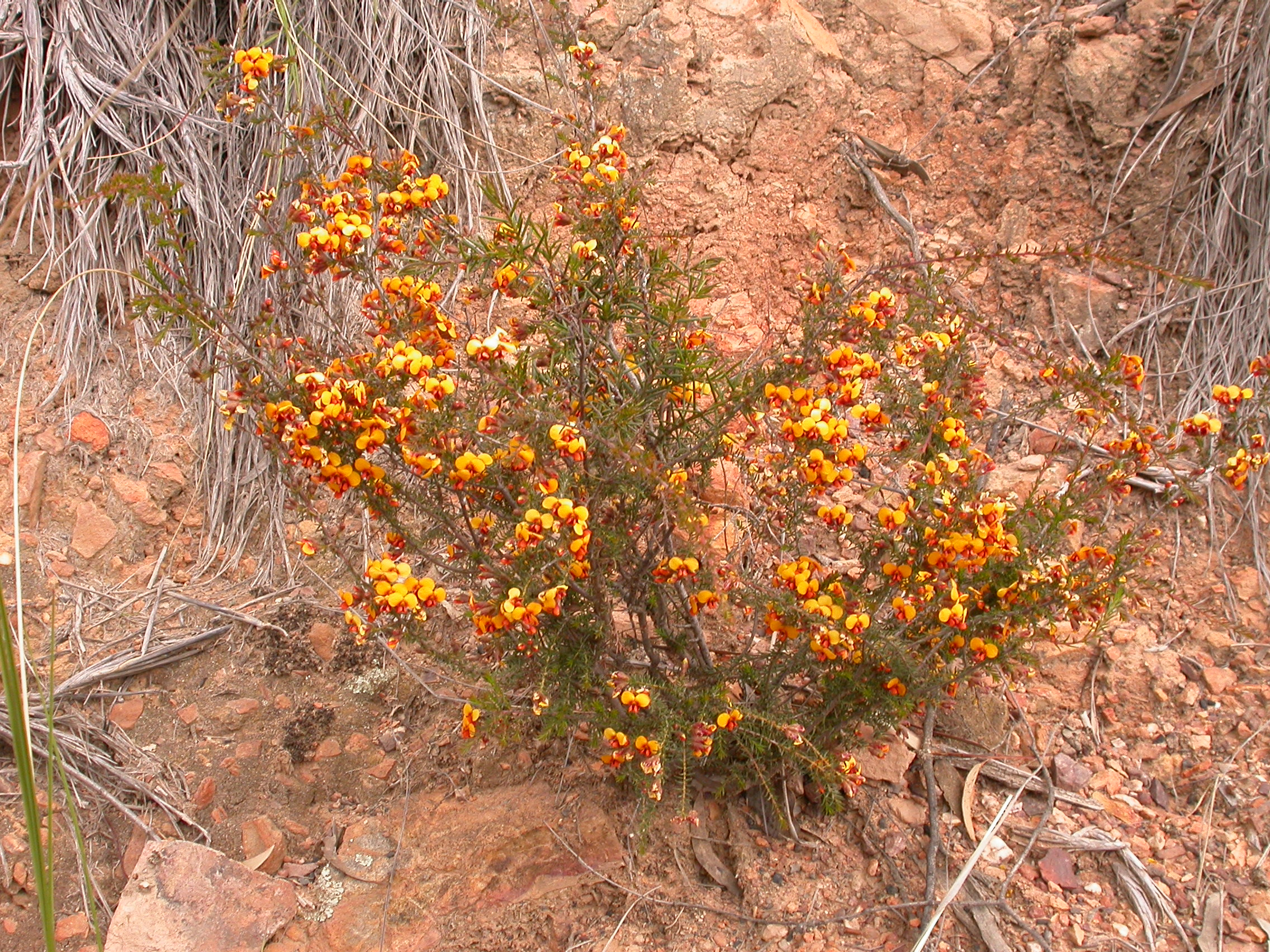
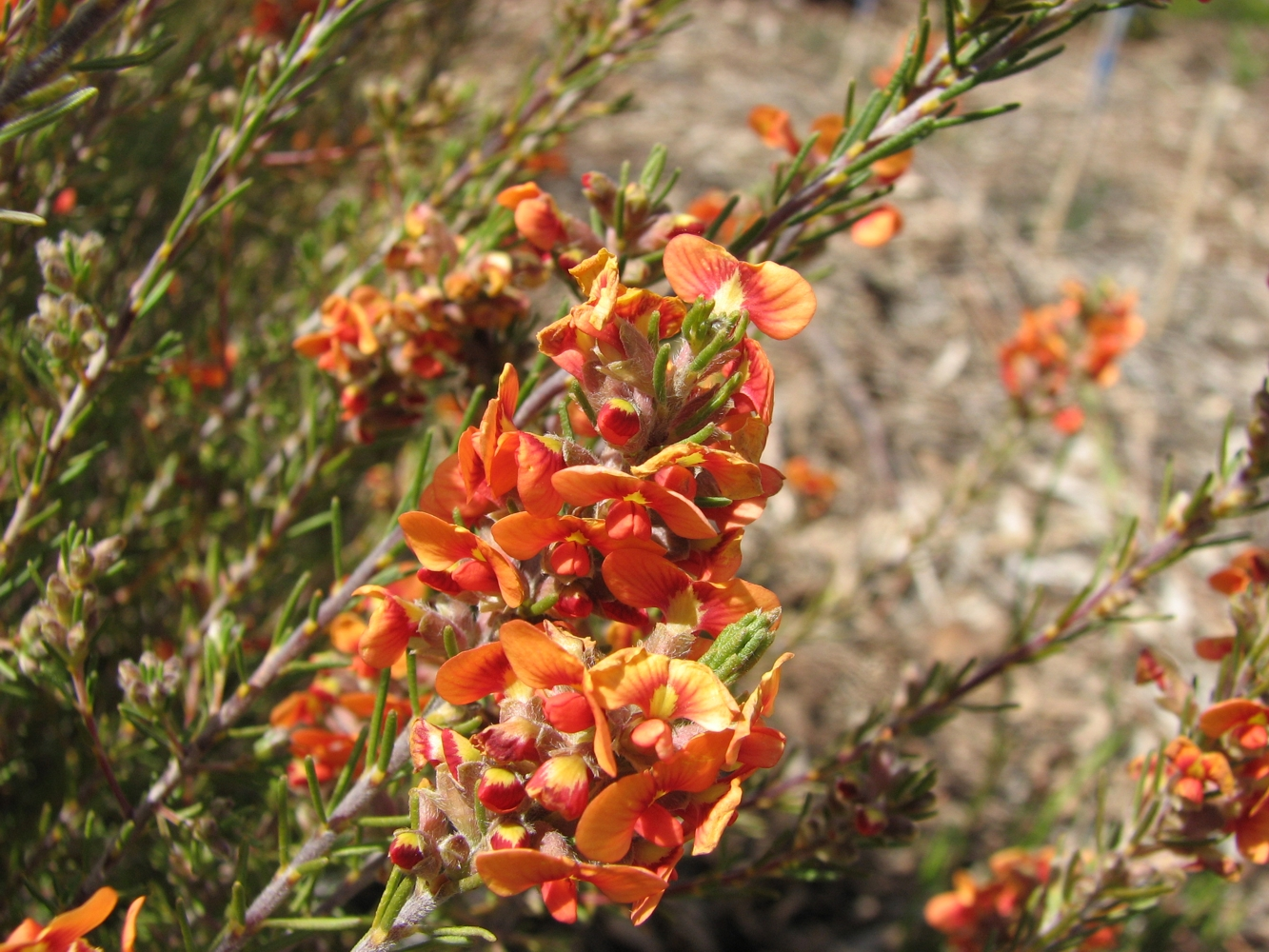
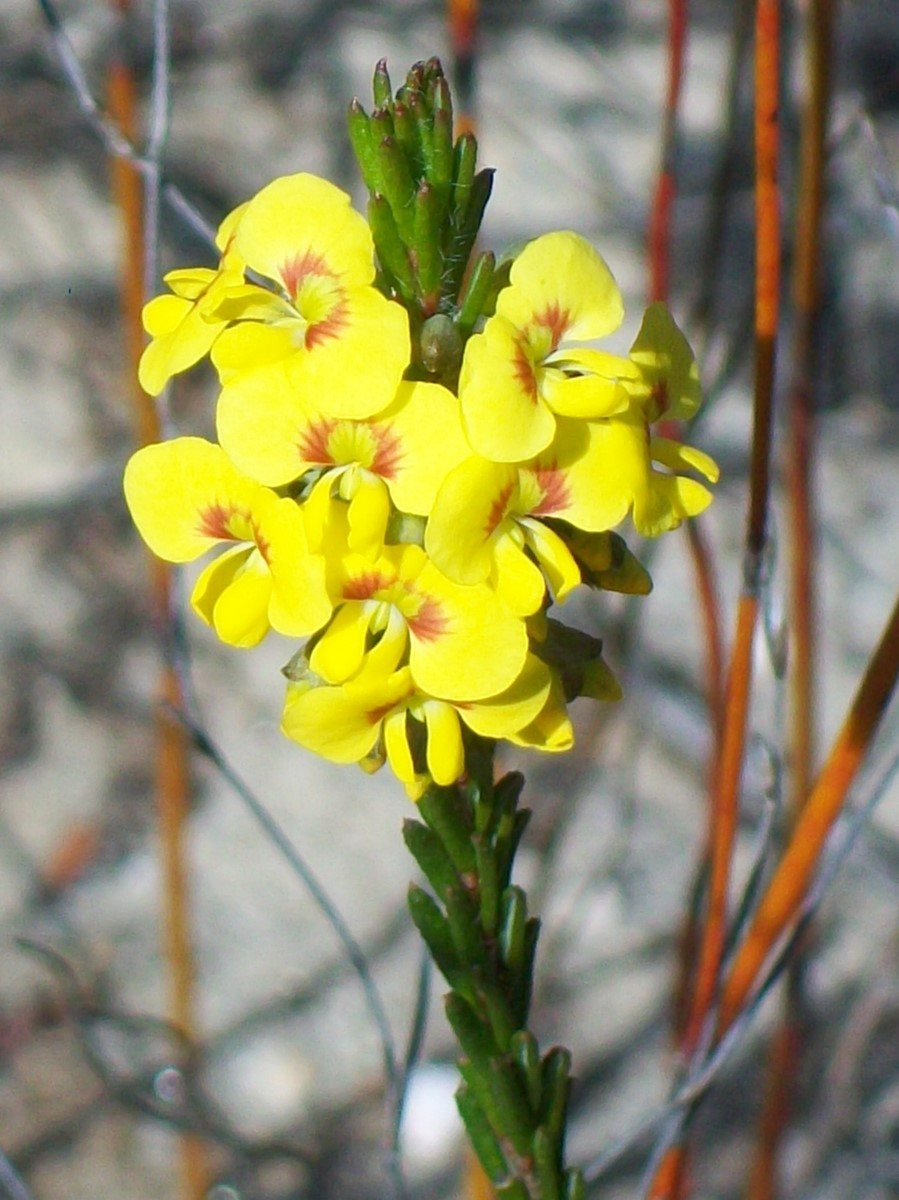